# 结构 (数理逻辑)
在数学学科模型论中，语言 {\displaystyle {\mathcal {L}}} 的结构 {\displaystyle {\mathfrak {A}}}(也叫做 '{\displaystyle {\mathcal {L}}}-结构'，并通常写为哥特体大写)是一个有序对，它的第一个成员是论域或全集 {\displaystyle {\mathit {A}}\ } (对应于可能带有定义在其上的关系和函数的集合，并通常写为相应于结构名字的罗马体大写)，它的第二个成员是一个释义 {\displaystyle {\mathcal {I}}}，就是 {\displaystyle {\mathcal {L}}} 的一个偏函数，它完全定义在 {\displaystyle {\mathcal {L}}} 的非逻辑符号之上，使得 {\displaystyle {\mathcal {L}}} 的常量符号对应于 {\displaystyle {\mathit {A}}\ } 上的元素，如果有的话；{\displaystyle {\mathcal {L}}} 的函数符号对应于 {\displaystyle {\mathit {A}}\ } 上的函数，如果有的话；而 {\displaystyle {\mathcal {L}}} 的关系符号对应于 {\displaystyle {\mathit {A}}\ } 上的关系；如果有的话。

## 用法注释
在模型论中使用的术语模型，本质上是"结构"的同义词，但是意图用在不同的上下文中。典型的，术语"模型"在头脑中有一个特定理论的时候使用，并且只考虑为这个理论的模型，—就是说满足在这个理论中所有句子的结构。在另一方面，"结构"意图在缺乏对这种结构的行为的所知或规定的时候使用。

## 结构和一阶逻辑

### 满足关系(Satisfaction relation)
每个一阶逻辑结构都有一个"满足关系"。
此关系是使用T-schema归纳定义的。